# Цэндэрей
Цэндэрей (рум. Țăndărei) — небольшой город в румынском жудеце Яломица.
Население города составляет 14 591 человек.
Примаром города является Василие Сава.

## География
Цэндэрей расположен на равнине, в 126 км от столицы Румынии, Бухареста и примерно в 25 км от Слобозии, административного центра жудеца.
В черте города течёт река Яломица.

## Транспорт
Из Цэндэрея можно доехать на автобусе до городов: Бухарест, Слобозия, Брэила, Галац и Кэлэраши.

## Климат
| Показатель                             | Янв. | Фев. | Март | Апр. | Май  | Июнь | Июль | Авг. | Сен. | Окт. | Нояб. | Дек. |
| -------------------------------------- | ---- | ---- | ---- | ---- | ---- | ---- | ---- | ---- | ---- | ---- | ----- | ---- |
| Средний суточный максимум, °C          | 2,5  | 4,3  | 9,2  | 16,1 | 21,6 | 25,6 | 27,7 | 27,4 | 23,6 | 17,3 | 10,6  | 5    |
| Средняя температура, °C                | −0,8 | −2,4 | 5    | 11,1 | 16,5 | 20,3 | 22,2 | 21,8 | 18   | 12,3 | 6,8   | 1,9  |
| Средний суточный минимум, °C           | −4   | −2,4 | 0,9  | 6,2  | 11,4 | 15   | 16,7 | 16,3 | 12,5 | 7,4  | 3     | −1,1 |
| Норма осадков, мм                      | 29   | 30   | 29   | 36   | 53   | 62   | 47   | 43   | 39   | 30   | 38    | 35   |
| Источник: Климатические данные городов |      |      |      |      |      |      |      |      |      |      |       |      |

## История
Цэндэрей был основан в 1594 году.
Посёлок получил статус города в 1968 году.
В 2010 году в городе было большое количество преступников, торговавшими детьми. В начале 2011 года многие работорговцы были задержаны полицией.